# Португальська королівська читальня

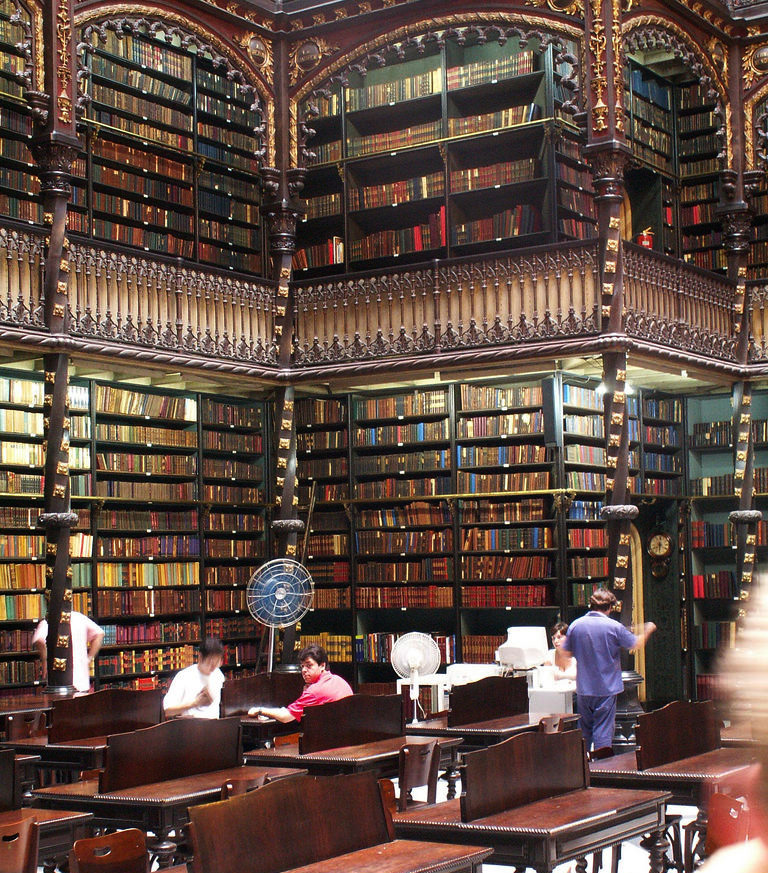
Читальний зал бібліотеки

Португальська королівська читальня (порт. Real Gabinete Português de Leitura) — спеціальна наукова бібліотека, розташована в Ріо-де-Жанейро.

## Історія

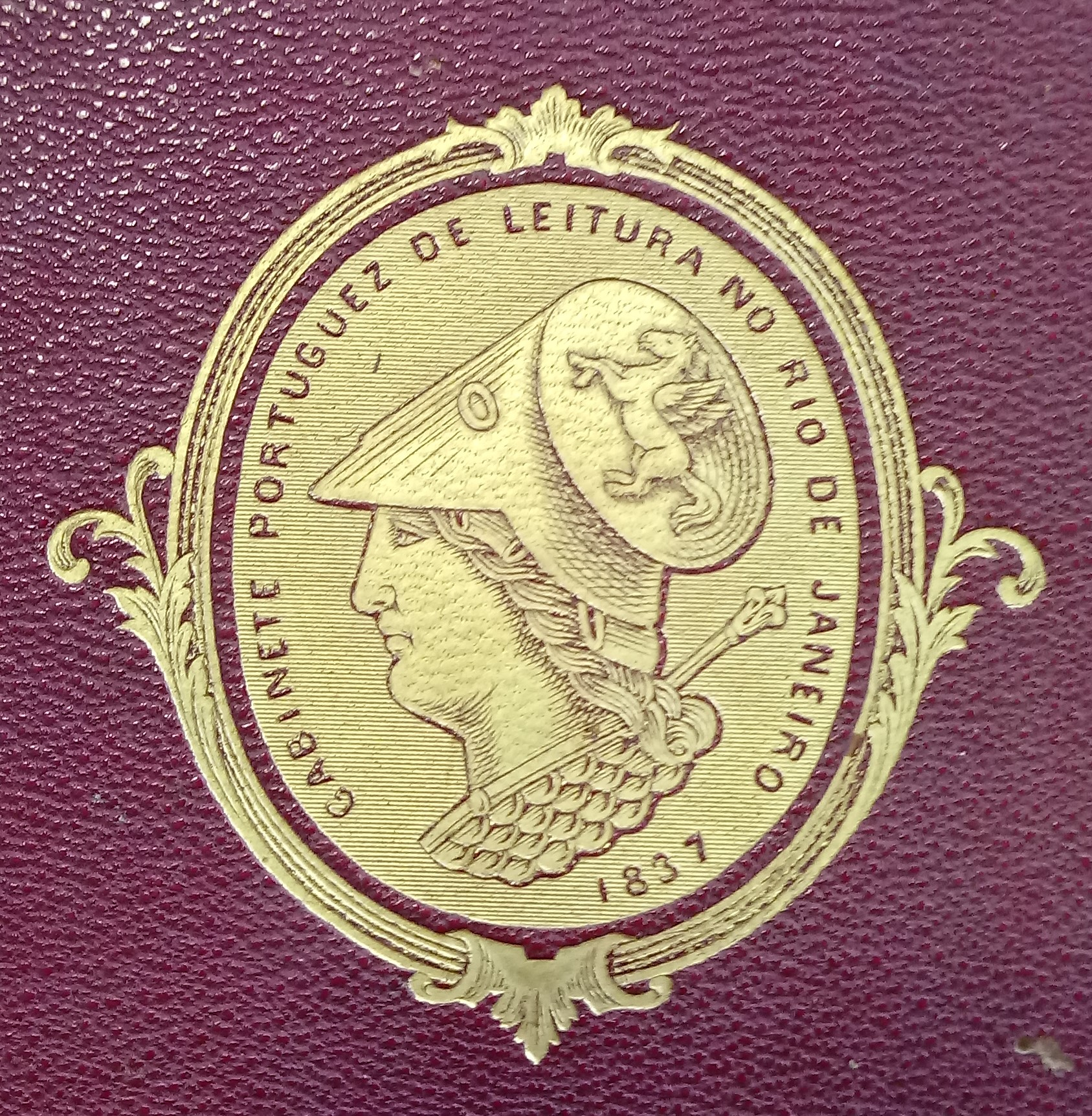
Емблема закладу 1880 року.

Бібліотека була заснована 1837 року 43 політичними емігрантами з Португалії з метою пропаганди португальської культури в місті. Сучасне приміщення бібліотеки було споруджене за проектом португальського архітектора Рафаеля да Сілва і Кастру (Rafael da Silva e Castro) в стилі неомануелізму в 1880–1887 роках. Цей архітектурний стиль нагадує насичений готично-ренесансний стиль, що діяв за часів португальських географічних відкриттів, відомий як Мануеліно у Португалії, оскільки він збігся з правлінням Мануела I (р.1495–1521).
Публічною бібліотека стала з 1900 року.
З бібліотекою пов'язана історія Бразильської академії літератури (порт. Academia Brasileira de Letras), п'ять перших засідань якої на чолі з Жоакімом Марією Машаду де Ассісом, проходили саме в цих стінах.
Бібліотека видає журнал «Convergência Lusíada» та проводить курси з літератури, історії, антропології, мистецтва та португальської мови, які переважно розраховані на рівень студентів університету.
Бібліотека відзначена численними урядовими нагородами. Приміщення бібліотеки часто було місцем зйомок бразильських кіно- і телефільмів, а також серіалів.

## Фонди
Фонди бібліотеки становлять понад 350 тисяч одиниць зберігання. Тут зберігається дуже багато рідкісних та унікальних видань, зокрема перше видання «Лузіад» Луїса де Камоенса (1572), «Ордонанси короля Мануеля I» («Ordenações de D. Manuel», 1521), «Capitolos de Cortes e Leys que sobre alguns delles fizeram» (1539), подорожні нотатки Франсіско Алвареша «Verdadeira informaçam das terras do Preste Joam, segundo vio e escreveo ho padre Francisco Alvarez» (1540), рукопис комедії «Tu, só tu, puro amor» Жоакіма Марії Машаду де Ассіса та інші видання. Бібліотека щорічно одержує близько 6 тисяч томів з Португалії.
Тут також зберігається велика колекція живопису таких майстрів, як Жозе Мальйоа, Карлос Реїс, Едуару Мальта, Енріке Медіна та інших.

## Звання та відзнаки
У липні 2014 року бібліотека посіла 4 місце серед 20 найкрасивіших бібліотек світу за версією журналу Time. Видання відзначило її історію, архітектуру та багату колекцію лусофонних творів.

## Галерея

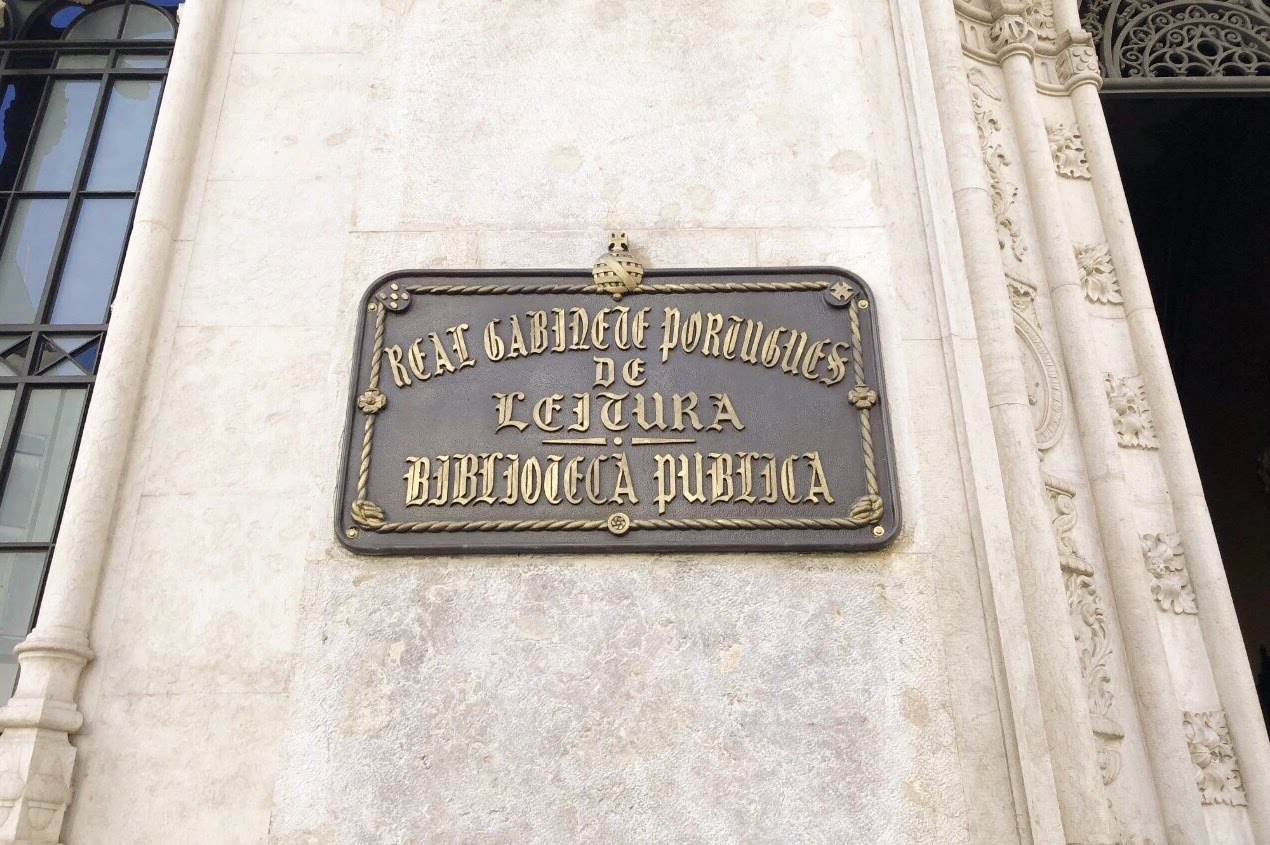
Меморіальна дошка королівської читальні
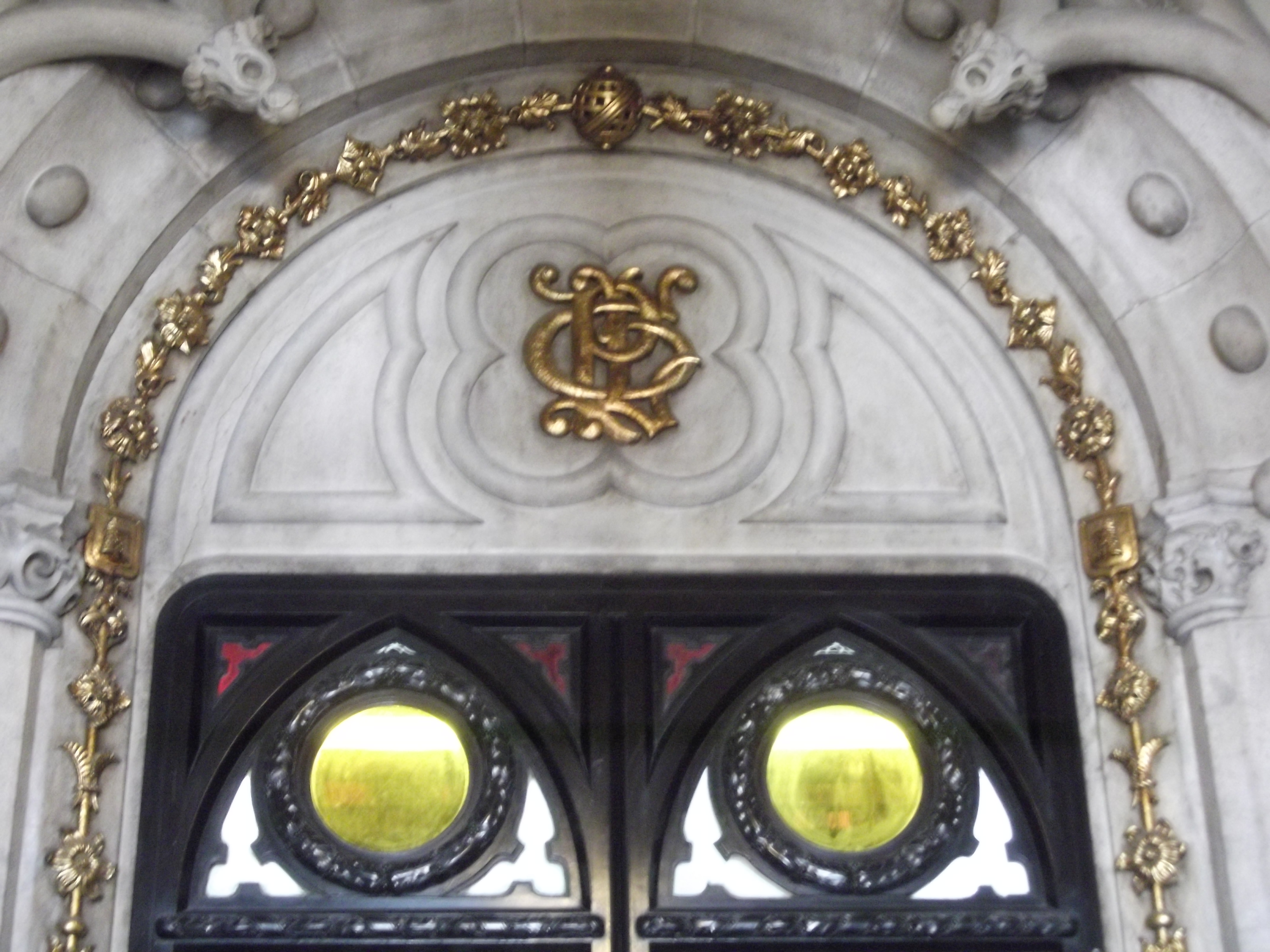
Монограма королівської читальні
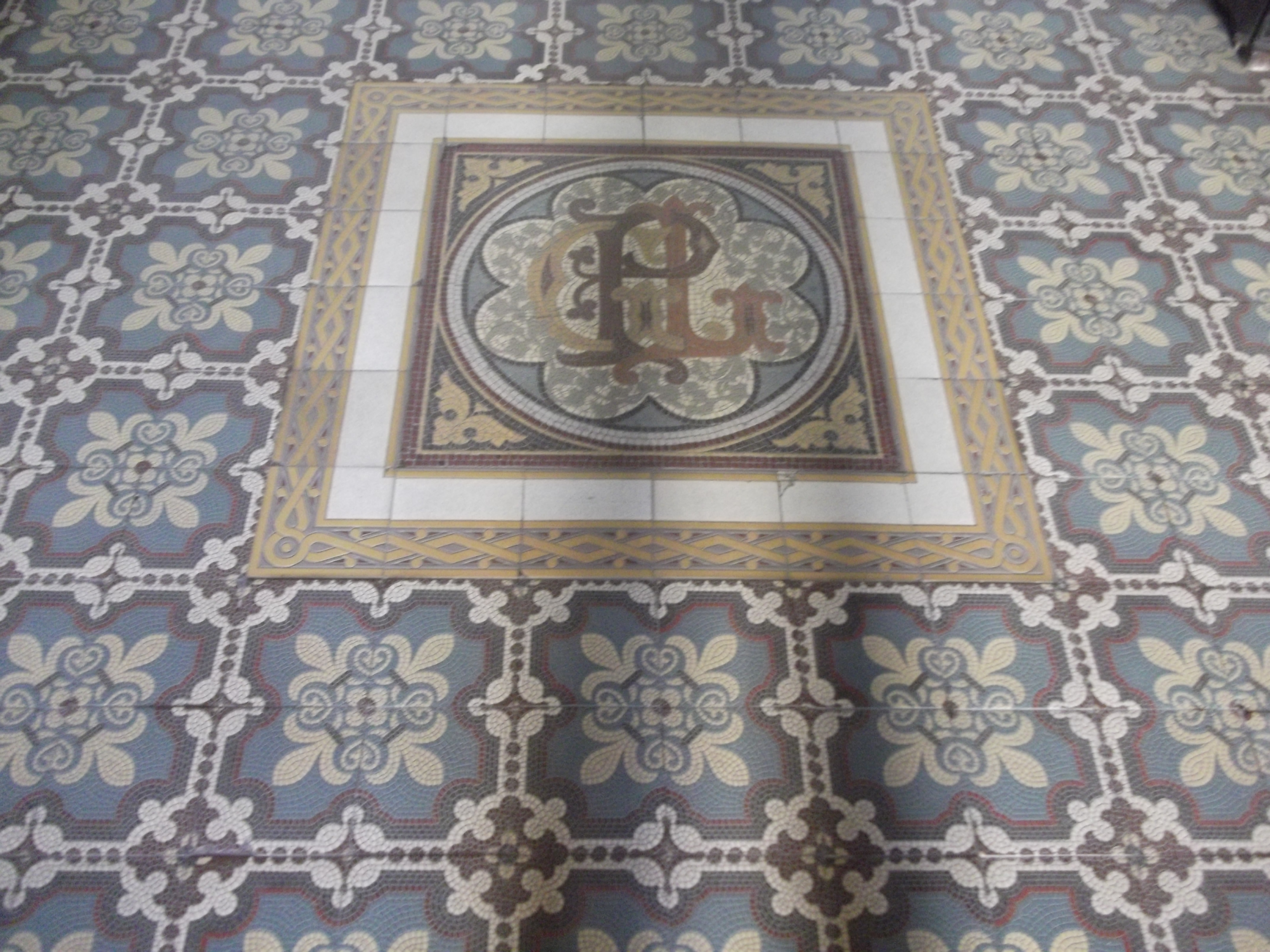
Підлога з логотипом королівської читальні
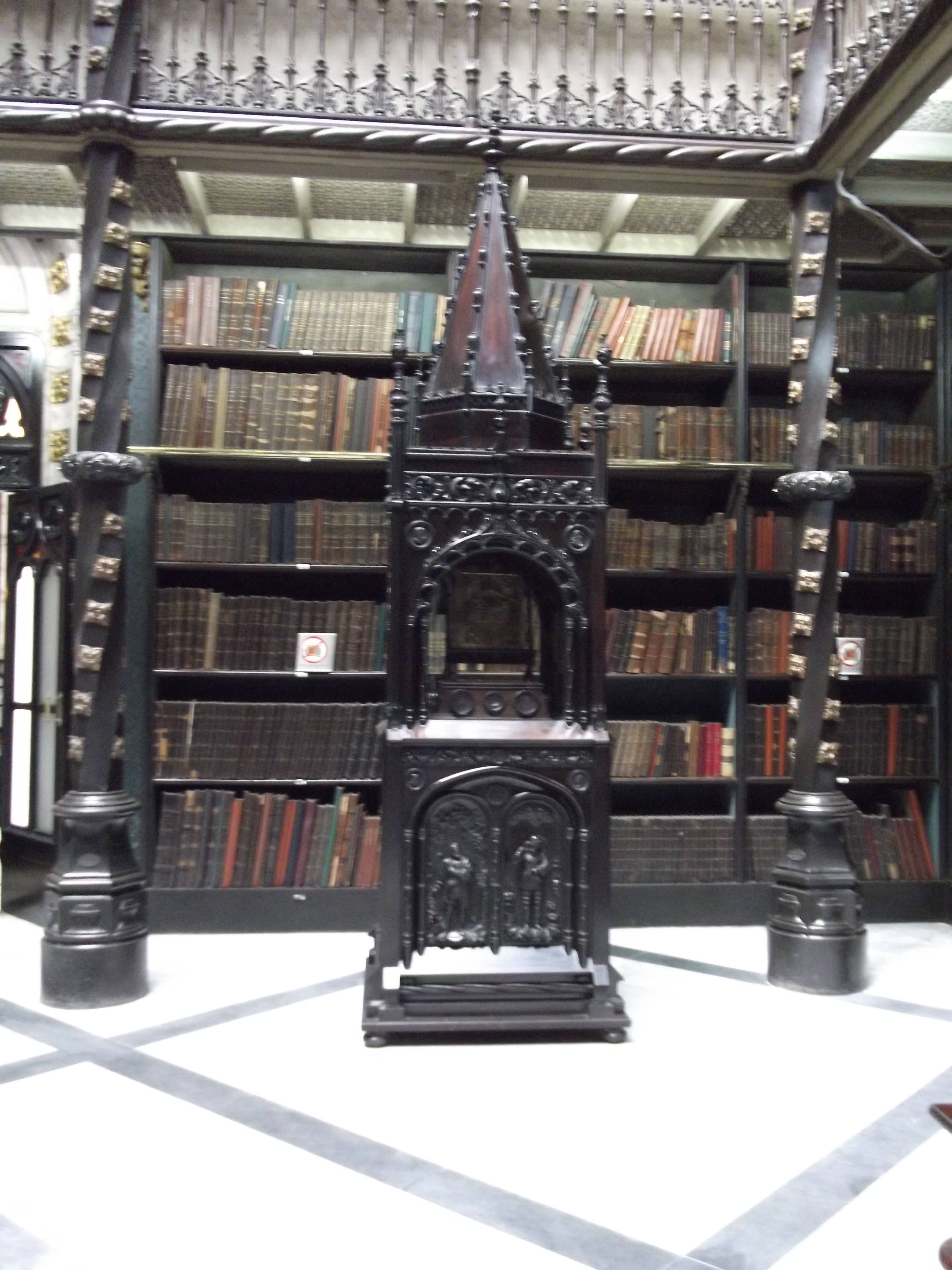
Приміщення фонду
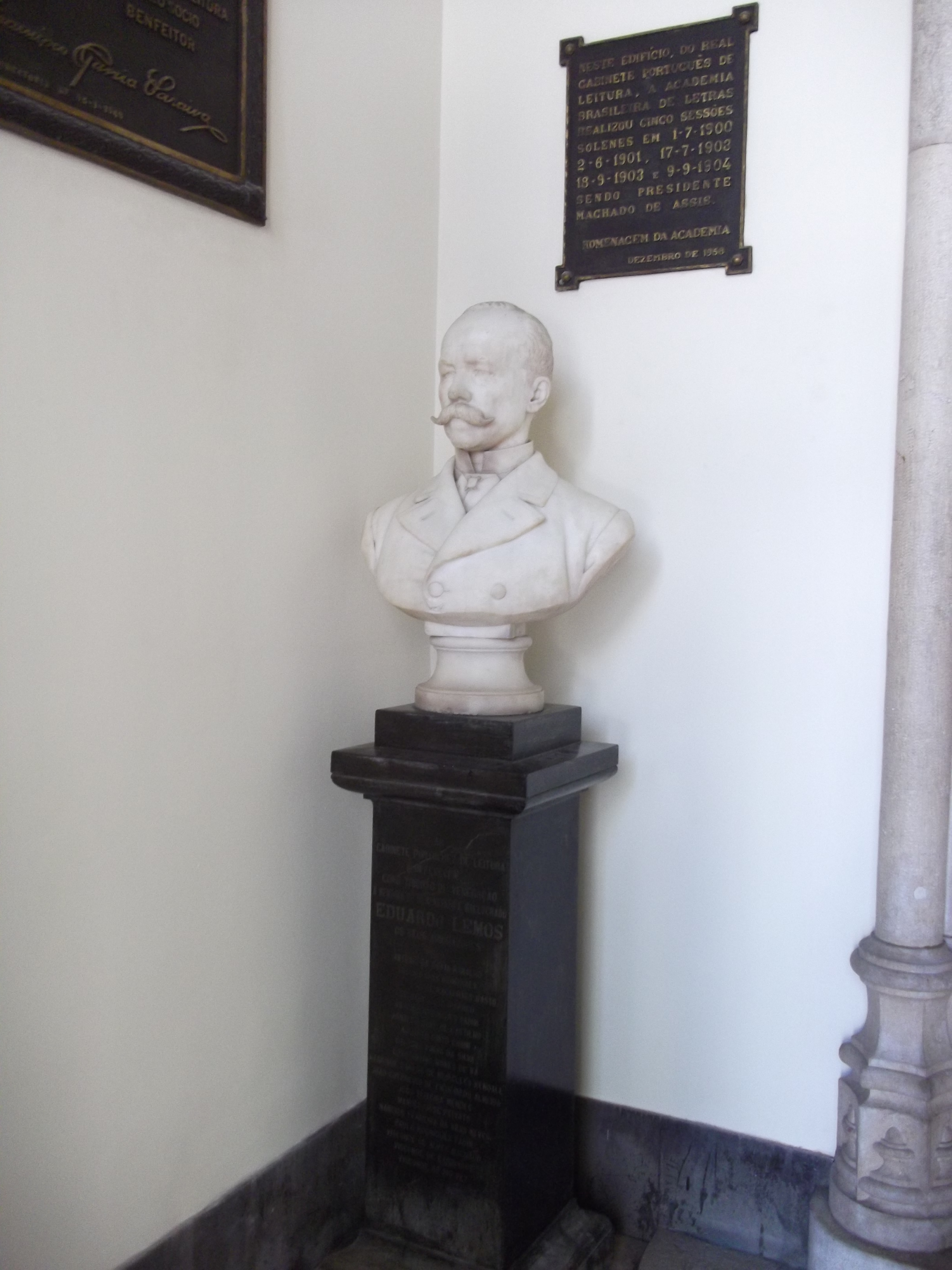
Бюст Едуардо Лемоса
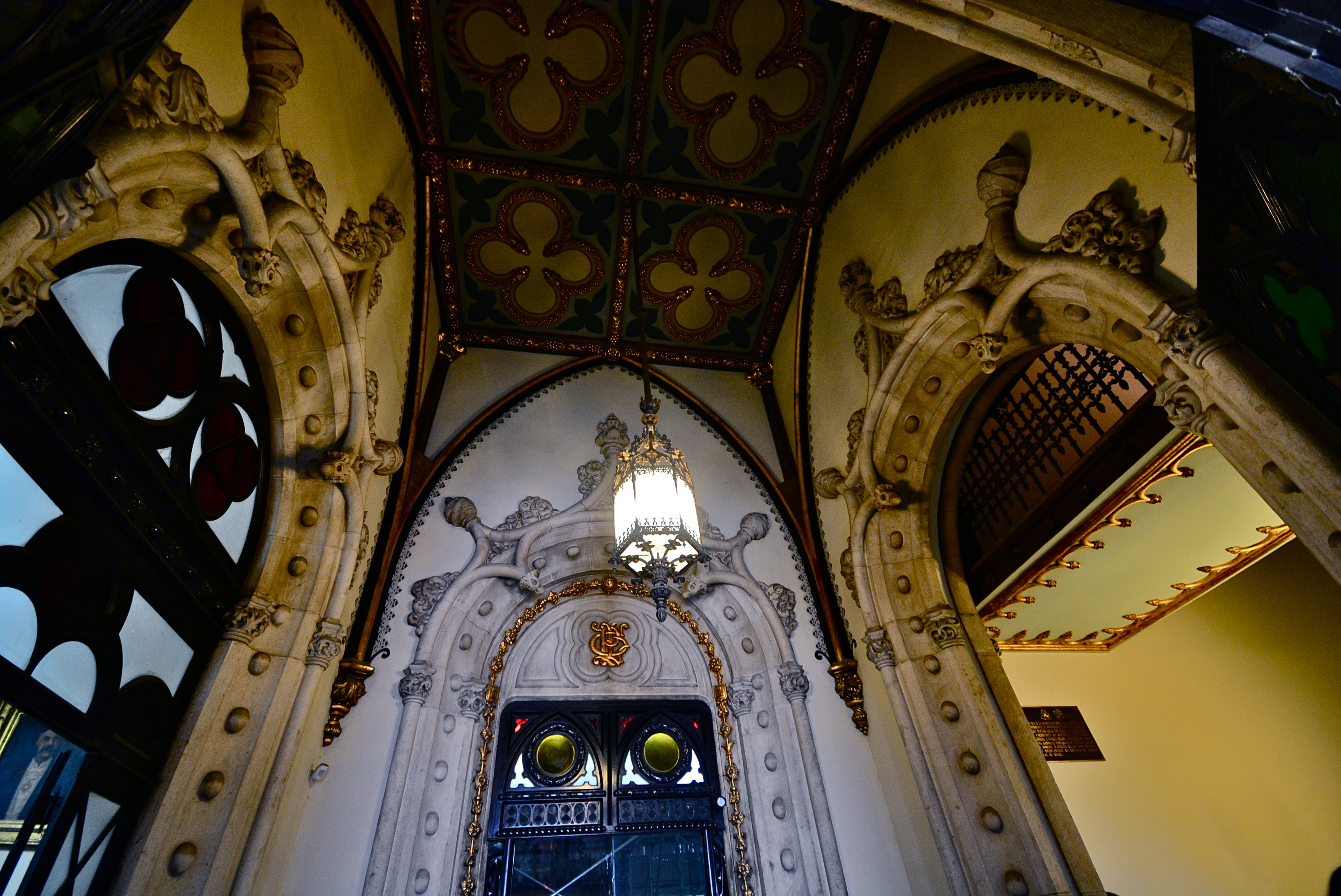
Деталі архітектури
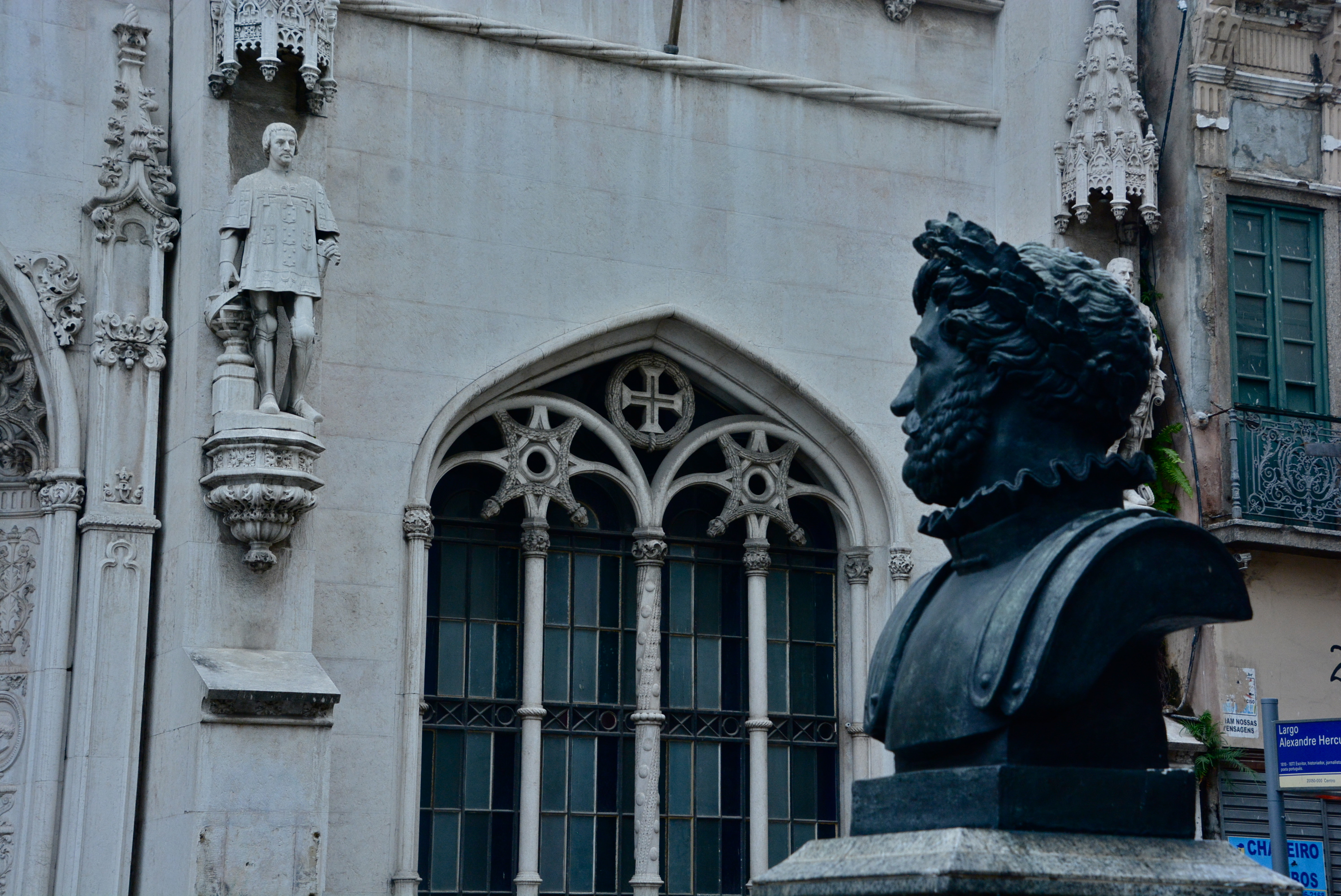
Статуї та бюст Луїша де Камойнша на фасаді
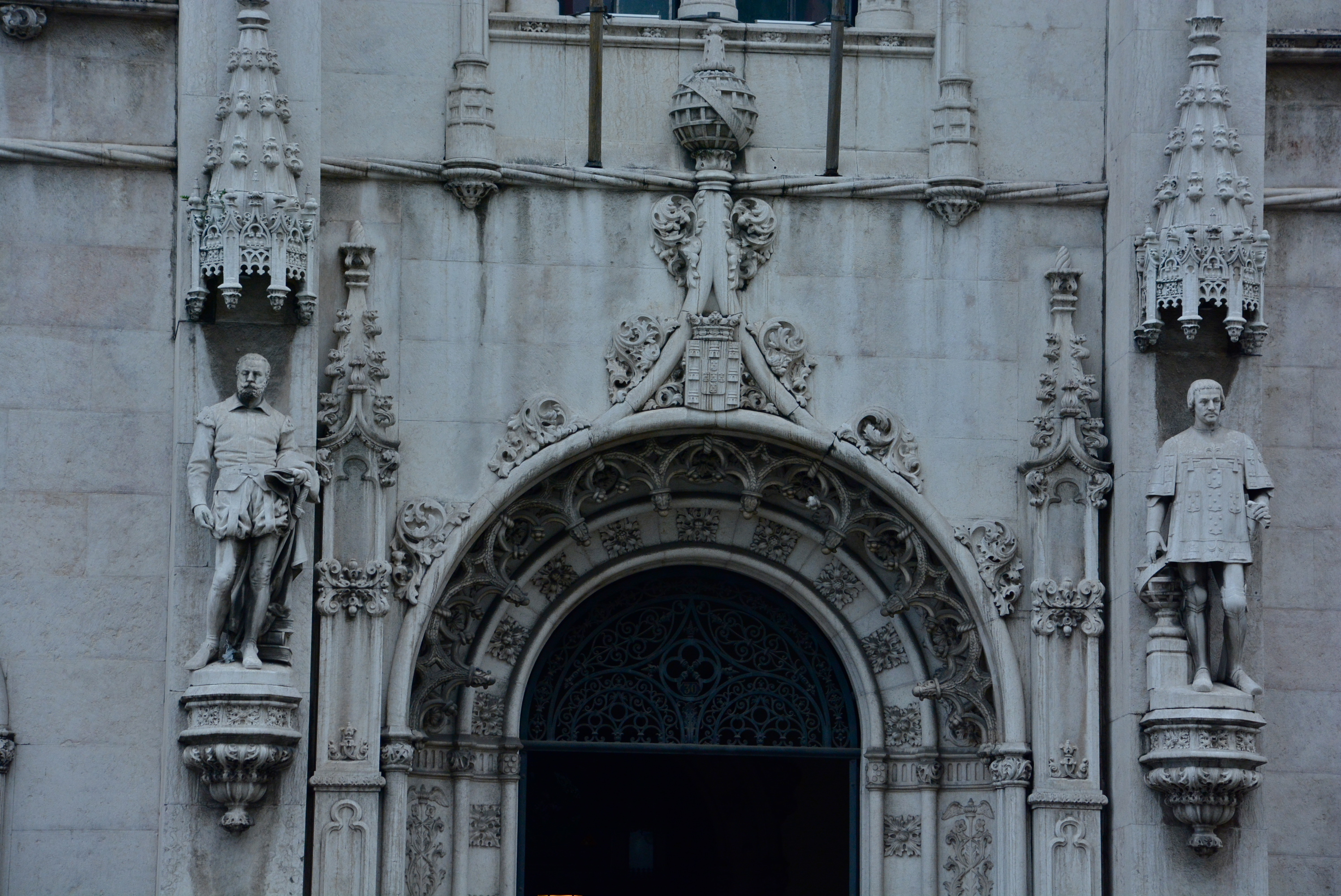
Фасадні статуї Камойнша та принца Енріке Мореплавця
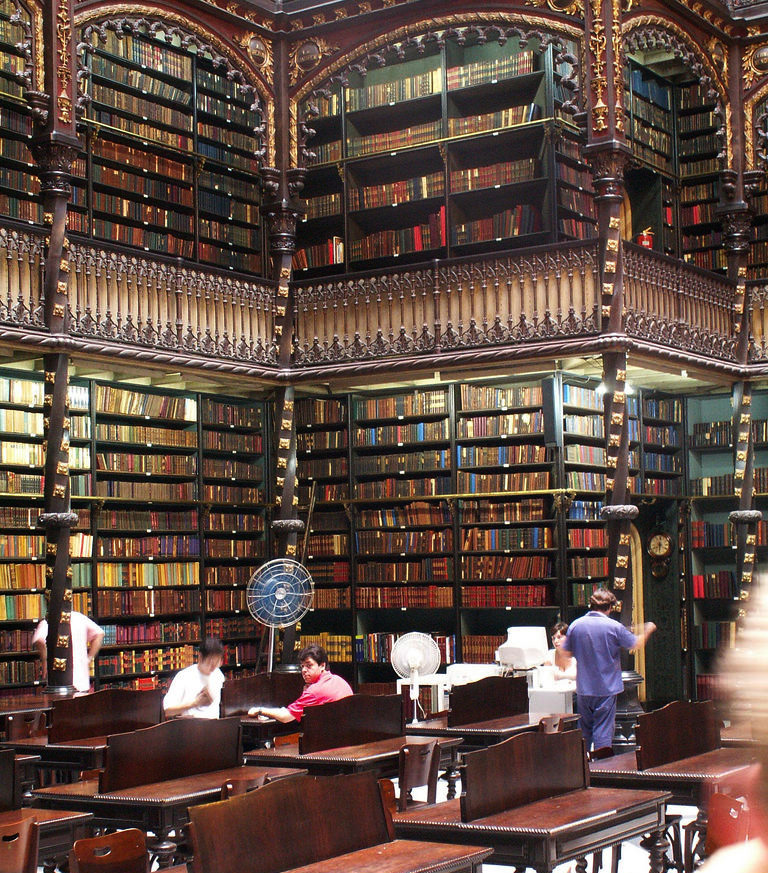
Читальний зал
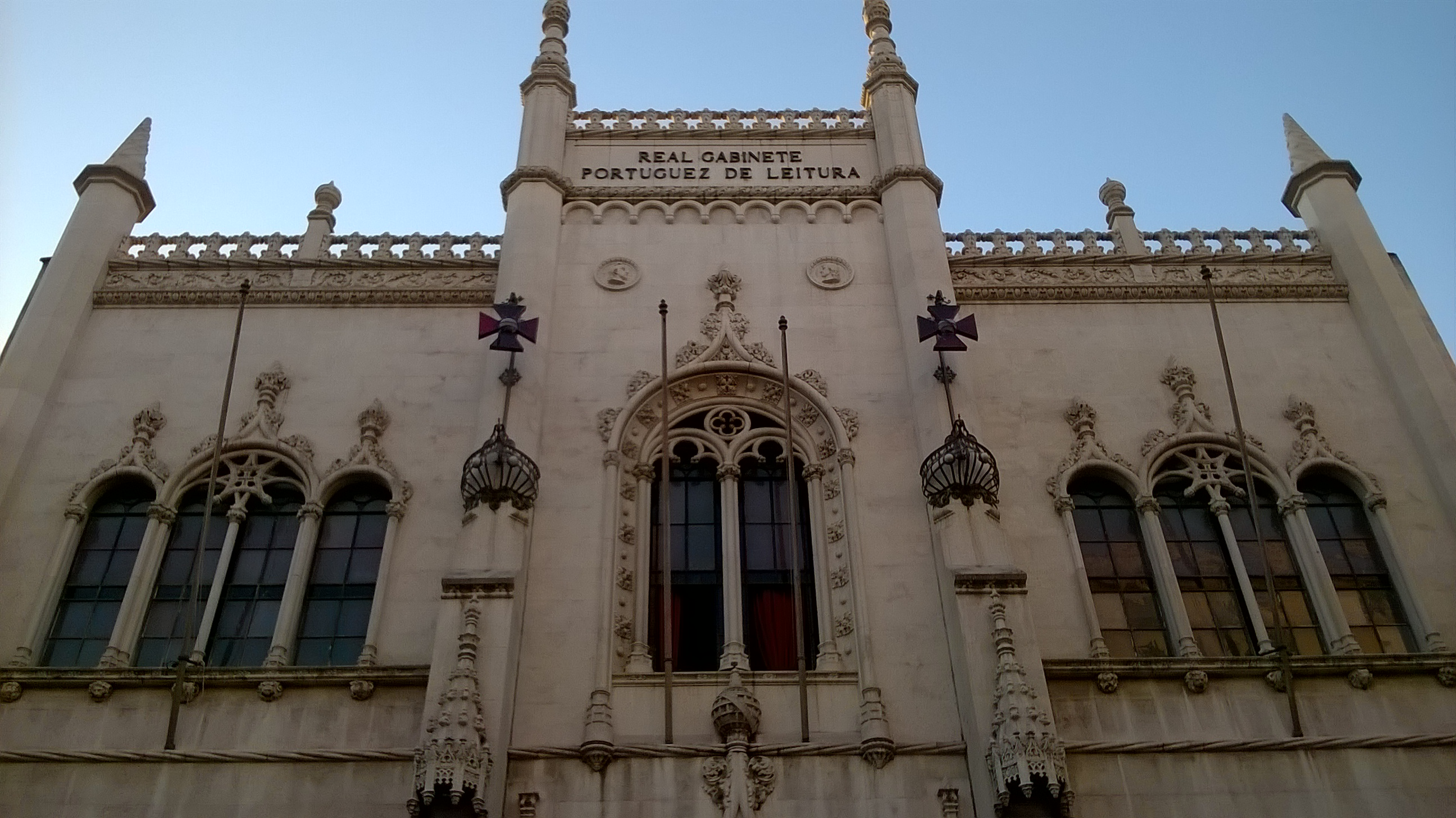
Деталі верхнього фасаду будівлі
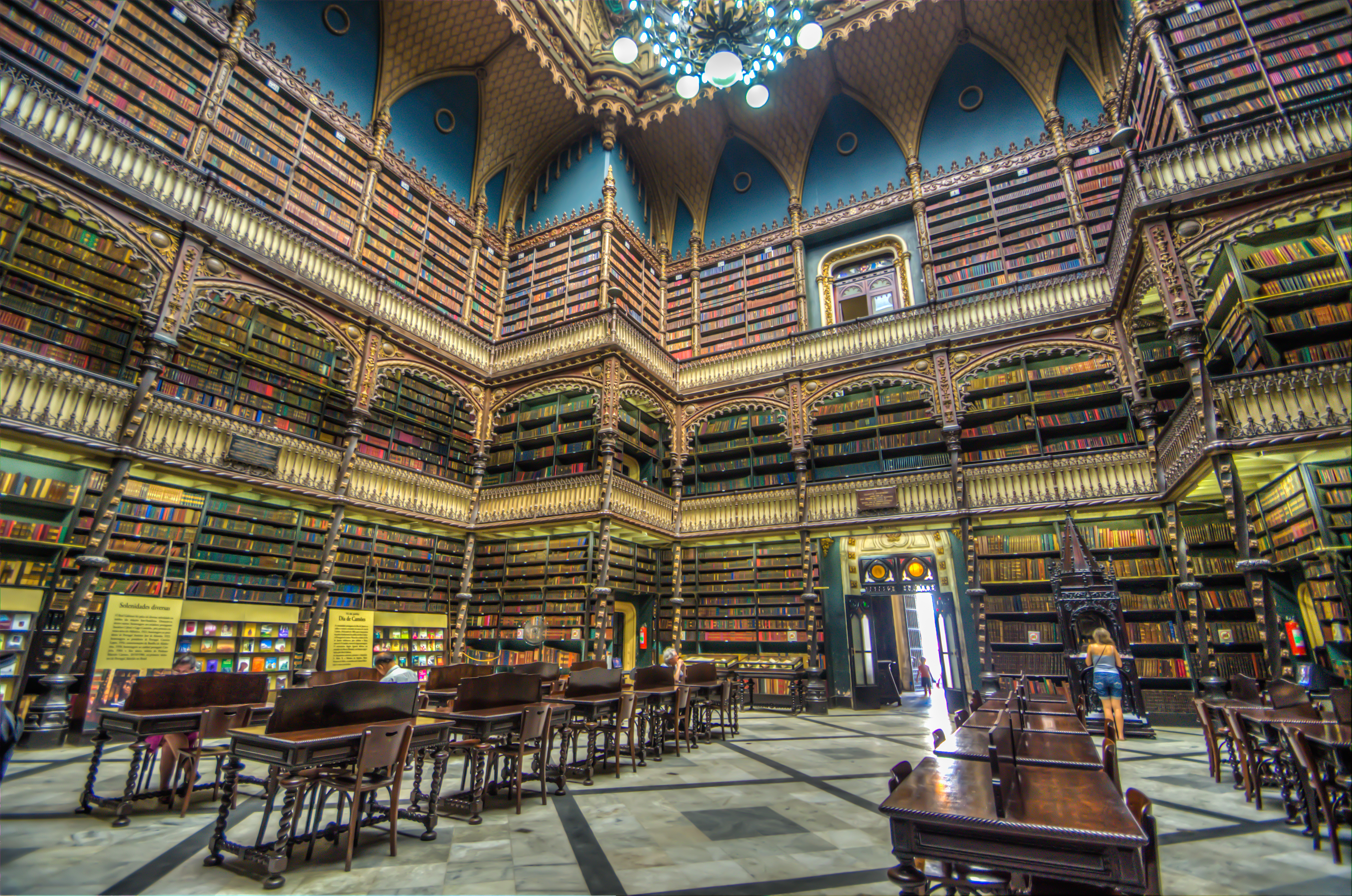
Читальний зал
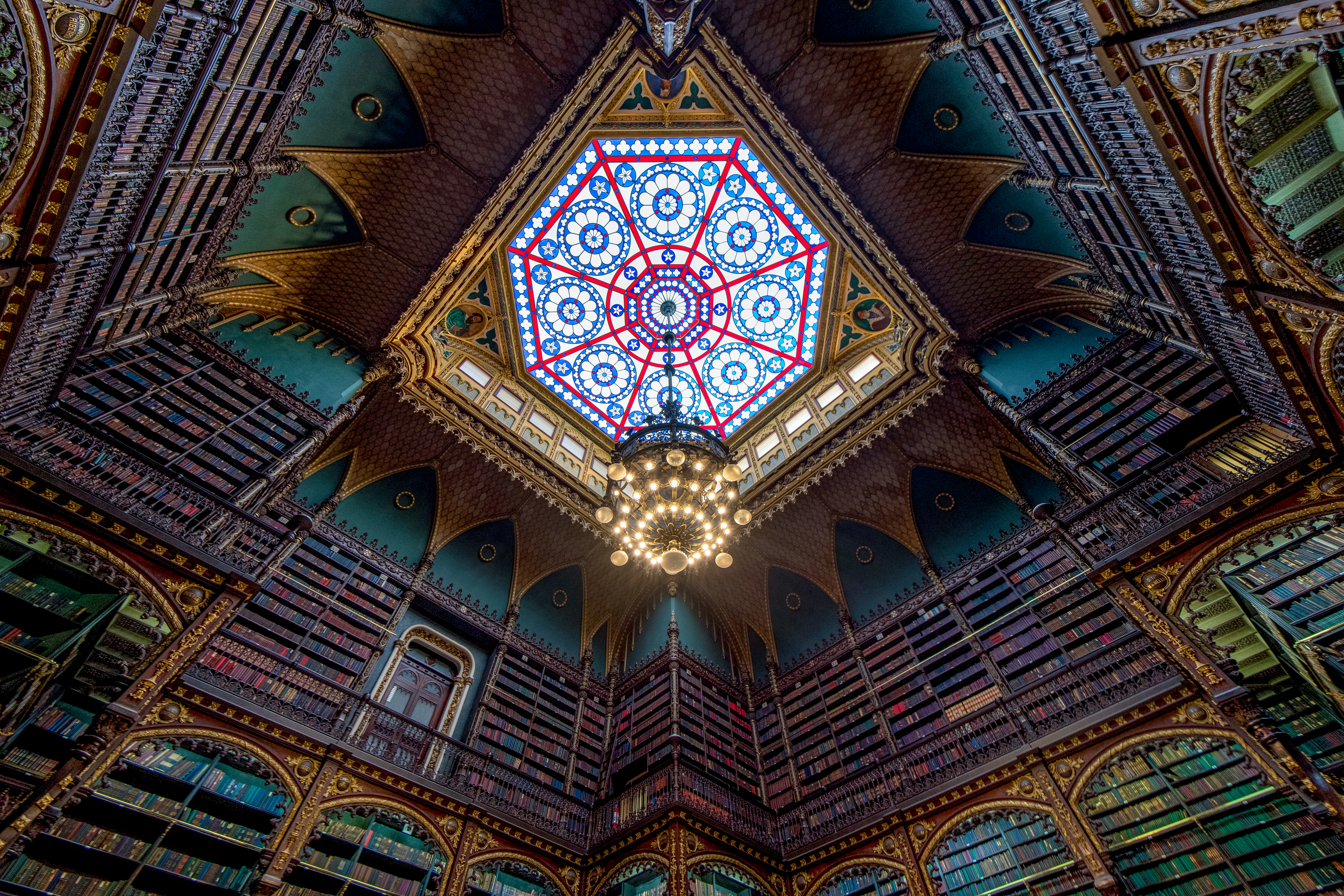
Вітражний купол з люстрою